# Villoria (Asturias)
Villoria es una parroquia y un lugar de dicha parroquia, en el concejo asturiano de Laviana, en España.
Limita al norte con la parroquia de Entralgo, al sur con Tolivia y el concejo de Aller, al este con la parroquia de Lorio (Llorío en asturiano), al oeste con el concejo de Mieres y al noroeste con el de San Martín del Rey Aurelio.

### Lugares de interés
- Iglesia de San Nicolás: Bien de Interés Cultural que conserva sus portadas románicas del siglo XII.
- Puente de Villoria: sobre el río Villoria, afluente del Nalón, es uno de los puentes de origen medieval mejor conservados de Asturias, con su pavimento empedrado original. Popularmente se cree que en su lugar hubo un puente romano.[1]

## Poblaciones
En sus 30,9 km² habitan un total de 1.079 personas (2011) repartidas entre las poblaciones y caseríos de:
- Arbín
- La Barrosa
- Las Borias (Les Bories)
- Brañifraes
- La Boza
- Braña de Abajo (Braña Baxo)
- Braña de Arriba (Braña Riba)
- Bustiello
- El Cabo (El Cabu)
- Campomojado (Campumayáu)
- Caúcia (La Caúcia)
- Cerezaleru (El Cerezaliru)
- El Collaín
- El Colláu
- Corián
- Cuadrazal (El Corazal)
- Corredoria (La Correoria)
- Fabariego (El Fabariegu)
- Faiseques
- Febrero (Febreru)
- Fechaladrona
- Fonfría
- Fornos (Los Fornos)
- Grandiella
- Grandón
- Llosagra (La Llosagra)
- El Llosón
- Merujal (El Meruxal)
- Las Mestas (Les Mestres)
- Miguelperi (Migalpiri)
- Paraína (La Paraína)
- Piedras Negras (Piedresnegres)
- El Pisón
- Pomarada (La Pumará)
- Quintanas (Les Quintanes)
- Redondina (La Reondina)
- Redondo (Reondo)
- El Ribayón
- Roxil (El Rosil)
- San Pedro (Sampedro Villoria)
- Sograndiella
- Solano de Abajo (Solano Baxo)
- Solano de Arriba (Solano Cima)
- Tablazo
- Tarrucio
- Tendejón (El Tendiyón)
- Los Tornos
- Valdelafaya
- Vallicastañal
- Los Veneros
- Villoria
- Viescabozada (Viscozá)
- Los Veneros.

El lugar de Villoria, en el que viven 601 personas (2011) se halla a 340 metros de altitud y está a unos 4 kilómetros de Pola de Laviana.